# Adams Mountains
Die Adams Mountains sind eine Gipfelgruppe in der Königin-Alexandra-Kette des Transantarktischen Gebirges, deren höchste Erhebung Mount Adams mit einer Höhe von 3596 m ist. 
Mount Adams und die Adams Mountains werden durch das US-amerikanische Advisory Committee on Antarctic Names in der Benennung geographischer Objekte in der Antarktis unter der gemeinsamen ID 69 geführt. Sie werden umflossen vom Beardmore-, Berwick-, Moody- und Bingley-Gletscher. Entdeckt wurde die Gipfelgruppe durch Teilnehmer der Nimrod-Expedition (1907–1909) unter der Leitung des britischen Polarforschers Ernest Shackleton und nach einem ihrer Entdecker, dem stellvertretenden Expeditionsleiter Jameson Adams (1880–1962), benannt. Die Benennung von Mount Adams erfolgte später durch Teilnehmer der Terra-Nova-Expedition (1911–1913) unter Robert Falcon Scott.